# Haroldo Harefoot
Haroldo, apodado Harefoot ('pie de liebre'), por su extraordinaria velocidad y destreza para la caza. Nació en el año 1016 y fue uno de los dos hijos ilegítimos de Canuto el Grande, rey de Dinamarca, Noruega e Inglaterra, con su concubina —pero esposa de acuerdo a las leyes danesas— Aelfgifu Aelfhelmsdotter.
A la muerte de su padre el 12 de noviembre de 1035, su medio hermano Canuto Hardeknut (hijo del rey Canuto con su esposa y reina, Emma de Normandía) le entregó el gobierno del reino de Inglaterra mientras él no pudiera tomar posesión efectiva del mismo, pues se encontraba en plena lucha con el rey Magnus I de Noruega.
En 1037 se proclamó a sí mismo rey de Inglaterra; durante su reinado ordenó cegar y matar a Alfred Aetheling, hermano de Eduardo el Confesor, cuando ambos regresaron a Inglaterra para tratar de recuperar el trono.
Murió en la ciudad de Oxford el 17 de marzo de 1040, a los 24 años de edad, mientras su hermano Hardeknut preparaba la invasión de Inglaterra. Fue sepultado en la abadía de Westminster, pero una vez que Hardeknut ocupó el trono, ordenó que lo desenterraran y arrojaran sus restos a un corral con animales.